# Chénens
Chénens là một đô thị trong huyện Sarine thuộc bang Fribourg ở Thụy Sĩ. Đây là một đô thị nói tiếng Pháp. Tên cũ tiếng Đức là Geiningen nay ít được sử dụng.